# ماتیو کریک بوم

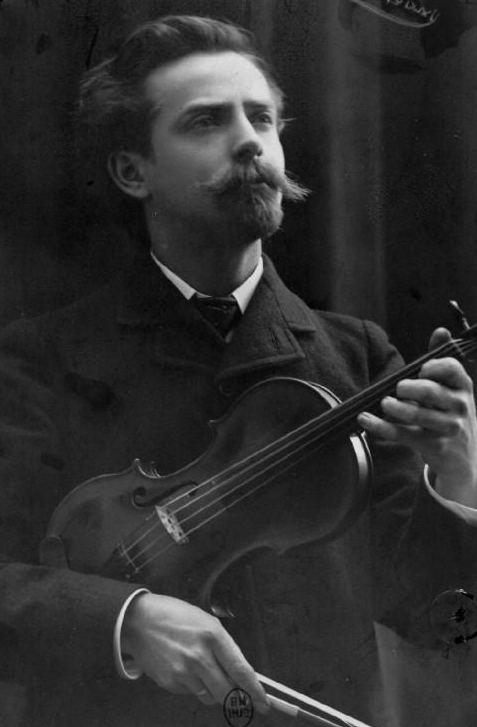
ماتیو کریکبوم در سال ۱۹۰۵

ماتیو کریک بوم (زاده ۱۸۷۱ مارس ۲ _در گذشته ۳۰ اکتبر ۱۹۴۷) ویولونیست بلژیکی و معلم ویولن بود که در ورویه متولد شد و در بروکسل فوت کرد.

## زندگی
کریک بوم شاگرد اصلی اوژن ایزایی بود.
او مدتی در بارسلونا زندگی کرد، جایی که یک مدرسه ویولن و یک انجمن کنسرت را اداره می‌کرد. در سال ۱۸۹۷ گروه چهار نفره کریک بوم با همراهی پابلو کازالس، ویولنسل، خوزه روکابرونا، ویولن دوم؛ و رافائل گولوز، ویولا را تشکیل داد. کار حرفه‌ای را با نوازندگی در ارکسترها ادامه داد تا این‌که به عنوان کنسرت مایستر ارکستر سمفونیک بارسلونا در اسپانیا برگزیده شد و تا وقتی که کار در ارکستر را کنار گذاشت در این سمت باقی بود. در سال‌های اقامت در اسپانیا شاگردان زیادی نیز تربیت کرد بطوری‌که نسل آتی ویولونیست‌های آن سرزمین بسیار تحت تأثیر مکتب وی قرار گرفتند.
در سال ۱۹۱۰ از اسپانیا به بلژیک بازگشت، او استاد هنرستان لیژ و متعاقباً هنرستان بروکسل شد. مجموعه پنج جلدی آموزش تئوری و عملی «ل ویولن» (Le Violon)را در سال ۱۹۱۹ به رشته تحریر درآورد و متعاقب آن و در تکمیل آن سه جلد کتاب تکنیک ویولن که شامل اتودهایی از سایر اساتید صاحب نام ویولن است را گردآوری و تنظیم کرد و سپس به چاپ رساند. علاوه بر این‌ها و در همین ارتباط مجموعه هشت جلدی دیگری نیز به نام آوازها و قطعات برگزیده برای ویولن تدوین کرده‌است که حاوی ملودی‌های محلی و نیز آثار آهنگسازان معروف می‌باشد. از خصوصیات بارز کتاب‌های آموزشی کریک بوم روش خاص اوست که ملهَم از سبک نوازندگی استادش ایزایی می‌باشد و تا سال‌ها در اروپا به ویژه در اسپانیا مورد توجه نوازندگان و مراکز آموزشی بوده‌است.